# Vidi aquam
Vidi aquam (latin: "Jag såg vatten") är en antifon som sjungs inom den latinska riten i Romersk-katolska kyrkan. Vidi aquam sjungs i samband med asperges, det vill säga bestänkningen av församlingen med dopvatten.
Vidi aquam sjungs under påsktiden, det vill säga från Påskdagen till Pingstdagen. Antifonen Vidi aquam ersätter under denna tid antifonen Asperges me, vilken används utanför påsktiden.
Antifonens text anspelar på Hesekiels bok 47:1.
| Text | Översättning |
| --- | --- |
| Vidi aquam egredientem de templo, a latere dextro, alleluia: Et omnes ad quos pervenit aqua ista, salvi facti sunt, Et dicent: alleluia, alleluia. | Jag såg en ström av levande vatten välla fram på templets högra sida, halleluja: och det gav liv åt alla, och de skall säga: halleluja, halleluja. |